# کانتیننتال ایروسپیس
کانتیننتال ایروسپیس (به انگلیسی: Continental Aerospace Technologies) یک شرکت تولیدکننده موتور هواگرد پیستونی است که در شهر موبیل، آلاباما، آمریکا قرار دارد. این شرکت در اصل در سال ۱۹۲۹ از دل شرکت خودروسازی کانتیننتال موتورز به وجود آمده‌است. سپس تا سال ۲۰۱۰ تابعه شرکت تله‌داین تکنولوژی گردید و نهایتاً اکنون بخشی از شرکت صنعت هوانوردی چین است.